# تذكر (فلم 2022)
تذكر (بالكورية: 리멤버) هو فيلم أكشن كوري جنوبي صدر عام 2022 من إخراج لي إيل هيونغ وبطولة لي سونغ مين ونام جو هيوك .   الفيلم هو إعادة إنتاج للفيلم الكندي الذي يحمل نفس الاسم عام 2015 مع تحول عناصر الحبكة للتركيز على كوريا تحت الاحتلال الياباني في الحرب العالمية الثانية.
تم إصداره في دور العرض في 26 تشرين الأول 2022. 

## ملخص
يحكي الفلم عن قصة بيل جو (لي سونغ مين)، وهو مريض بالزهايمر في الثمانينيات من عمره، فقد جميع أفراد عائلته خلال الحقبة الاستعمارية اليابانية، ويكرس حياته للانتقام قبل أن تختفي ذكرياته، وشاب في العشرينيات من عمره (نام جو هيوك) يساعده.

## طاقم التمثيل
- لي سونج مين في دور هان بيل جو [4]
- نام جو هيوك في دور بارك إن غيو [4]
- جونغ مان سيك في دور كانج يونغ سيك [5]
- بارك جيون هيونج في دور كيم تشي دوك [6]
- سونغ يونغ تشانغ في دور جونغ بايك جين [6]
- مون تشانغ غيل في دور يانغ سيونغ إيك [6]
- بارك بيونج هو في دور هيساشي توجو [6]
- بارك سي هيون في دور أخت هان بيل جو [7]

## الإصدار
تمت دعوة الفيلم إلى مهرجان هاواي السينمائي الدولي الثاني والأربعين .  وتم بيع حقوق توزيع الفيلم مسبقًا إلى 115 دولة، بما في ذلك فرنسا وروسيا والهند وهونج كونج وفيتنام وماليزيا وتايوان وسنغافورة وأمريكا الشمالية. 

## روابط خارجية
- مقالات تستعمل روابط فنية بلا صلة مع ويكي بيانات
- تذكر على هانسينما